# Ben Masters
Benjamin Masters (* 6. Mai 1947 in Corvallis, Oregon; † 11. Januar 2023 in Palm Springs, Kalifornien) war ein US-amerikanischer Schauspieler.

## Leben
Ben Masters war der Sohn von Mary Minnie Cozad und Floyd Beryl Masters; er hatte eine Schwester namens Cheryl. In seiner Jugend besuchte er die High School in Corvallis und studierte im Anschluss bis 1969 an der Universität von Oregon Schauspiel und Theaterwissenschaften, die er mit einem Bachelor abschloss.
Masters, der nie verheiratet war und bereits seit einigen Jahren an Demenz litt, starb im Alter von 75 Jahren an Komplikationen von COVID-19 im Eisenhower Health Center in Rancho Mirage; am selben Tag starb auch seine Schauspielkollegin Carole Cook. Seine Asche wurde der Familie übergeben.

## Karriere
Masters begann seine Karriere in den 1970er Jahren am Broadway in New York City und war sowohl in Broadway- als auch Off-Broadway-Aufführungen zu sehen, bevor seine langjährige Karriere vor der Kamera begann. Er spielte in George Bernard Shaws Captain Brassbound’s Conversion an der Seite von Ingrid Bergman, in Der Kirschgarten zusammen mit Meryl Streep und in Mart Crowleys Theaterstück The Boys in the Band, das im Jahr 2020 verfilmt wurde.
Seine erste Rolle vor der Kamera hatte er als Glenn Brook in dem Fernsehfilm Duty Bound im Jahr 1973. Zu seinen weiteren nennenswerten Filmenrollen gehören Mandingo im Jahr 1975, Bob Fosses Hinter dem Rampenlicht mit Roy Scheider im Jahr 1979, Key Exchange mit Brooke Adams und Danny Aiello im Jahr 1985, Dream Lover mit Kristy McNichol im Jahr 1986 und Making Mr. Right – Ein Mann à la Carte im Filmjahr 1987, an der Seite von John Malkovich.
Wiederkehrende Rollen in Fernsehserien folgten, so in Muggsy als Nick Malloy, in Another World als Vic Strang und in Spy Game als General Sam Wellish. In den Miniserien Celebrity: Der Ruhm war er als Kleber Cantrell, in Alptraum des Grauens als Det. Mike Fisher, in Noble House als Linc Bartlett und in Das Gift des Zweifels als Frank Johnston zu sehen. Eine weitere wiederkehrende Rolle hatte er als Tucker Henry II in fünf Folgen der Fernsehserie Pensacola – Flügel aus Stahl.
Masters wurde vor allem durch die Darstellung von Dr. Leo Rosetti in Herzschlag des Lebens – Göttinnen in Weiß und als Julian Crane in 749 Folgen der Seifenoper Passions bekannt, den er zwischen 1999 und 2008 spielte – gleichzeitig war das auch seine letzte Rolle. Neben der Arbeit vor der Kamera und auf der Bühne arbeitete er auch als Sprecher.
Im deutschen Sprachraum wurde Masters unter anderem von Hubertus Bengsch, Hans-Werner Bussinger, Thomas Danneberg, Bernd Eichner, Ingolf Gorges, Fritz von Hardenberg, Norbert Langer, Michael Nowka, Eberhard Prüter, Lutz Riedel, Christian Rode, Horst Stark und Michael Telloke synchronisiert.

## Nominierungen
Masters wurde dreimal für seine Darstellung in Passions für den Soap Opera Digest Award nominiert. In den Jahren 2001 und 2003 in der Kategorie „Outstanding Supporting Actor“ und 2005 in der Kategorie „Outstanding Lead Actor“.

## Filmografie (Auswahl)

### Film
- 1973: Duty Bound (Fernsehfilm)
- 1975: One of Our Own (Fernsehfilm)
- 1975: Mandingo
- 1976: Mobile Medics (Fernsehfilm)
- 1979: Hinter dem Rampenlicht
- 1980: Endstation Malibu (Fernsehfilm)
- 1982: The Neighborhood (Fernsehfilm)
- 1983: Wer war Larry Dobbins? (Fernsehfilm)
- 1985: Key Exchange
- 1986: Dream Lover
- 1986: Heißhunger (Kate’s Secret; Fernsehfilm)
- 1987: Making Mr. Right – Ein Mann à la Carte
- 1987: Riviera (Fernsehfilm)
- 1988: Straße der Träume (Fernsehfilm)
- 1992: Tod unter den Palmen (Fernsehfilm)
- 1992: First Lady im Zwielicht (Fernsehfilm)
- 1993: Dick van Dyke: Der Tod kam weich wie Watte (Fernsehfilm)
- 1994: Und die Zeit heilt alle Wunden (Fernsehfilm)
- 1994: Walker Texas Ranger 3: Deadly Reunion (Fernsehfilm)
- 1995: Ehebruch aus Leidenschaft (Fernsehfilm)
- 1997: Die Kriegsmacher (Fernsehfilm)

### Fernsehen
- 1974: Kojak – Einsatz in Manhattan
- 1974: Petrocelli
- 1975: Der Nachtjäger
- 1976–1977: Muggsy
- 1978: Loose Change (Miniserie)
- 1978–1979: Barnaby Jones
- 1981: American Playhouse
- 1982: Another World
- 1984: Celebrity: Der Ruhm (Miniserie)
- 1986: Alptraum des Grauens (Miniserie)
- 1988: Noble House (Miniserie)
- 1988–1989: Herzschlag des Lebens – Göttinnen in Weiß
- 1990–1994: Mord ist ihr Hobby
- 1992: Ehekriege
- 1992: Das Gift des Zweifels (Miniserie)
- 1993: Crime & Punishment
- 1994: Walker, Texas Ranger
- 1994: Diagnose: Mord
- 1994: Alles schön und Recht
- 1995: Kung Fu – Im Zeichen des Drachen
- 1996: Ein Strauß Töchter
- 1997: Ein Hauch von Himmel
- 1997: Spy Game
- 1997: Jim Profit: Ein Mann geht über Leichen
- 1998–1999: Pensacola – Flügel aus Stahl
- 1999–2008: Passions

## Theater (Auswahl)
- The Boys in the Band (Off-Broadway, New York City)[5]
- 1972: Captain Brassbound’s Conversion (Ethel Barrymore Theatre, New York City)[8][9]
- 1973: The Waltz of the Toreadors (Circle in the Square Theatre, New York City)[8][9]
- 1977: Der Kirschgarten (Vivian Beaumont Theatre, New York City)[8][9]
- 1983: Plenty (Plymouth Theatre, New York City)[8][9]

## Sonstiges
- 1983: MysteryDisc: Many Roads to Murder (Computerspiel; Sprechrolle)[1]
- 1999: M.U.G.E.N (Computerspiel; Sprechrolle)[1]